# 시스트론
시스트론(Cistron)은 유전자의 대체 용어이다. 시스트론이라는 단어는 유전자가 시스-트랜스(Cis-Trans)에서 특정 행동을 나타낸다는 것을 강조하기 위해 사용된다. 게놈 내의 별개의 위치(또는 유전자 자리)는 시스트로닉(Cistronic)이다.

## 역사
시스트론과 유전자라는 단어는 생물학이 발전하기 전에 만들어졌으며 그들이 언급한 개념이 실질적으로 동등하다는 것을 분명히 했다.
시스트론이라는 용어는 Seymour Benzer에 의해 '유전의 기본 단위'라는 제목의 기사에서 만들어졌다. 시스트론은 때때로 대부분의 유기체에 적용할 수 있는 시스-트랜스 테스트(Cis-Trans Test)로 불리는 작동 테스트에 의해 정의된다.

## 정의
예를 들어 염색체 위치에서 돌연변이가 가정하고 {\displaystyle x} 배수성 유기체(염색체가 쌍을 이루는 곳)에서 열성형질의 변화를 담당한다. 한 쌍의 두 염색체가 돌연변이(동형 접합 돌연변이)를 가지지 않는 한 유기체가 야생 표현형(일반적인 특성)을 보일 것이기 때문에 돌연변이가 열성이라고 말한다. 마찬가지로 다른 위치에서 돌연변이 {\displaystyle y}가 있다고 가정하자. 동일한 열성 형질의 변화를 담당한다. 위치 {\displaystyle x}와 {\displaystyle y}는 하나의 염색체에 {\displaystyle x}의 돌연변이를 가지고 쌍체 염색체에서 y의 위치에 돌연변이를 가진 유기체가 둘 중 하나의 돌연변이에 대해 동질성이 없는 경우에도 열성 특성을 나타낼 때 동일한 시스트론 내에 있다고 한다. 대신에 야생형 형질이 발현 될 때의 위치는 별개의 시스트론/유전자에 속한다고 한다.
예를 들어 오페론은 인접한 RNA를 생성하기 위해 전사되는 DNA이지만 하나 이상의 시스트론/유전자를 포함한다. 오페론은 폴리시스트로닉(polycistronic)이라고 하며, 일반 유전자는 모노시스트로닉(monocistronic)이라고 한다.